# Uloborus niger
Uloborus niger es una especie de araña araneomorfa del género Uloborus, familia Uloboridae. Fue descrita científicamente por Mello-Leitao en 1917.
Habita en Brasil.